# خاچاطور آزیزیان
خاچاطور سورنی آزیزیان (ارمنی: Խաչատուր Սուրենի Ազիզյան؛ زاده ۱۹ ژوئن ۱۹۴۸) نقاش اهل ارمنستان است.

## زندگی‌نامه
وی در ۱۹ ژوئن ۱۹۴۸ ‏ در ایروان در به دنیا آمد و از کالج دولتی هنرهای زیبای پانوس ترلمزیان (۱۹۶۸) و انستیتو دولتی هنری و نمایشی ایروان (۱۹۷۴) فارغ‌التحصیل گشت. سورن آزیزیان پدر وی بود. وی عضو اتحادیه نقاشان ارمنستان (۱۹۷۹) می‌باشد. وی همچنین برنده جوایزی همچون نقاش شایسته جمهوری ارمنستان (۲۰۱۶) و مدال یادبود نخست‌وزیر ارمنستان شد.

## نگارخانه

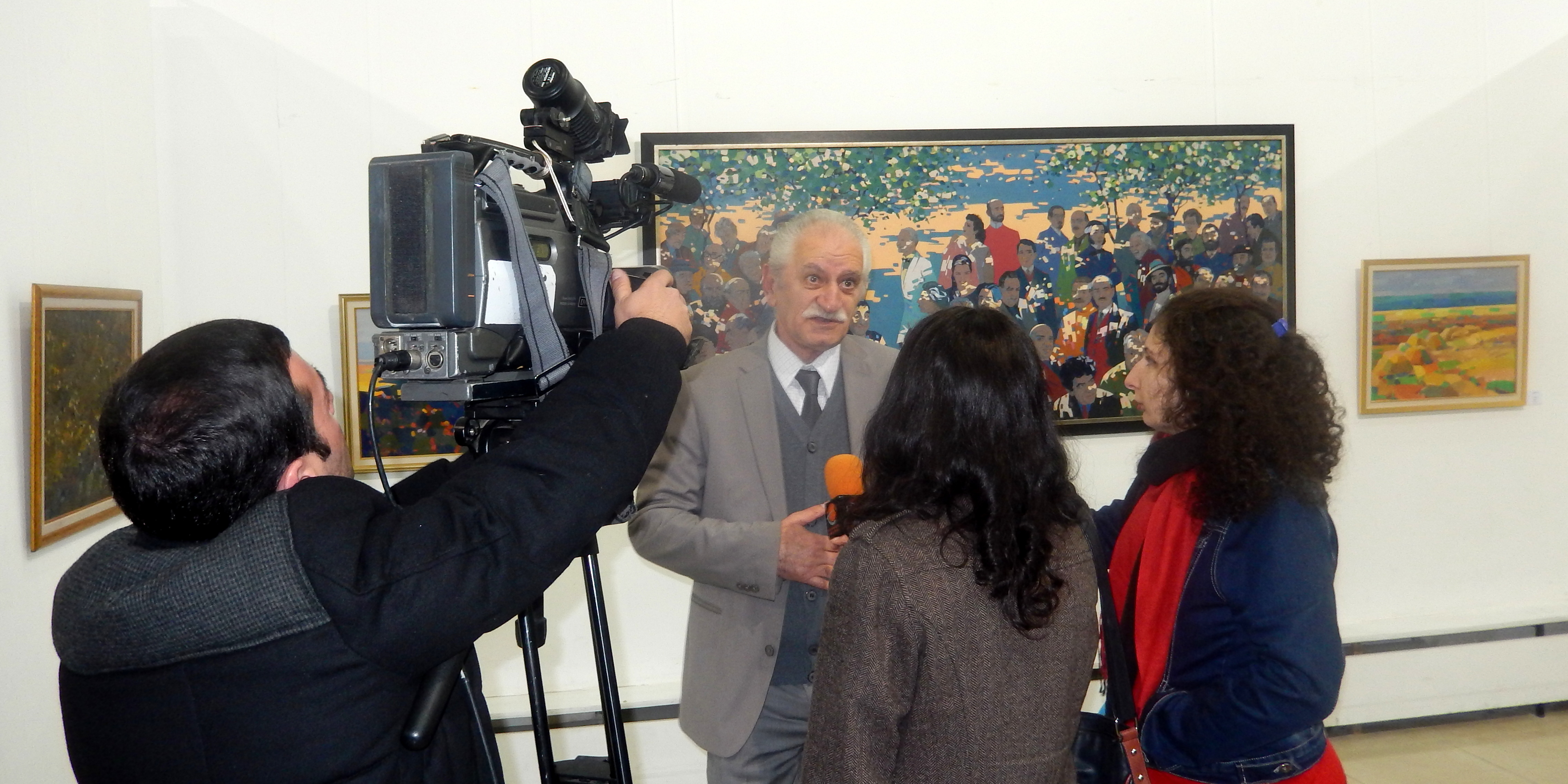
نمایشگاه انفرادی خاچاطور آزیزیان در اتحادیه نقاشان ارمنستان،  ۲۰۱۴